# 八代華奈
八代 華奈（やしろ かな、1985年11月26日 - ）は、東京都練馬区出身の女優、元子役。血液型A型。劇団若草に所属。

## 主な出演作品

### テレビドラマ
- 「明るい家族計画」（フジテレビ、1995年）
- 「忍者戦隊カクレンジャー」（テレビ朝日、1994年 - 1995年）光子 役
- 「拝啓自治会長殿」（NHK、1995年）小池由紀 役

### 映画
- 「宮澤賢治 その愛」（松竹、1996年）

### 舞台
- 「蝶々夫人」（日本オペラ振興会、1991年）

### 雑誌
- 「De-View」（1996年2月）